# Maimbeville
Maimbeville település Franciaországban, Oise megyében. Lakosainak száma 385 fő (2022. január 1.). Maimbeville Noroy, Catenoy, Épineuse, Fouilleuse, Nointel és Saint-Aubin-sous-Erquery községekkel határos.

## Népesség
A település népességének változása:
| Lakosok száma | 389  | 419  | 424  | 414  | 406  | 399  | 394  | 389  | 385  |
|               | 2013 | 2015 | 2016 | 2017 | 2018 | 2019 | 2020 | 2021 | 2022 |